# Essojła (stacja kolejowa)
Essojła (ros. Эссойла, krl. Dessoilu, fiń. Jessoila) – stacja kolejowa w miejscowości Essojła, w rejonie priażyńskim, w Karelii, w Rosji. Położona jest na linii Suojarwi – Pietrozawodsk.

## Historia
Stacja powstała w 1940 2,4 km na zachód (w stronę Suojarwi) od obecnej lokalizacji. Podczas okupacji fińskiej nosiła nazwę Jessoila.

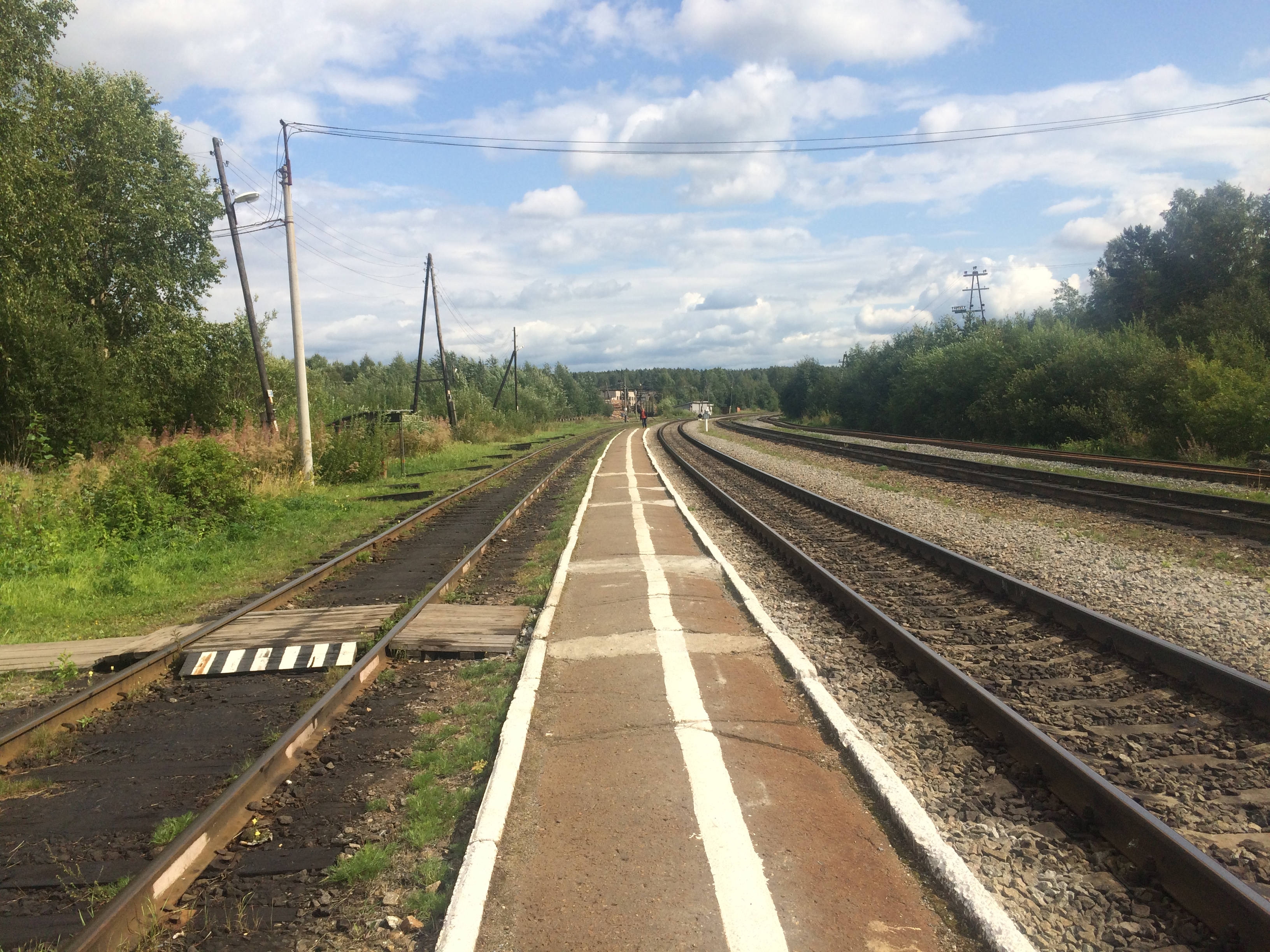
widok w stronę Pietrozawodska
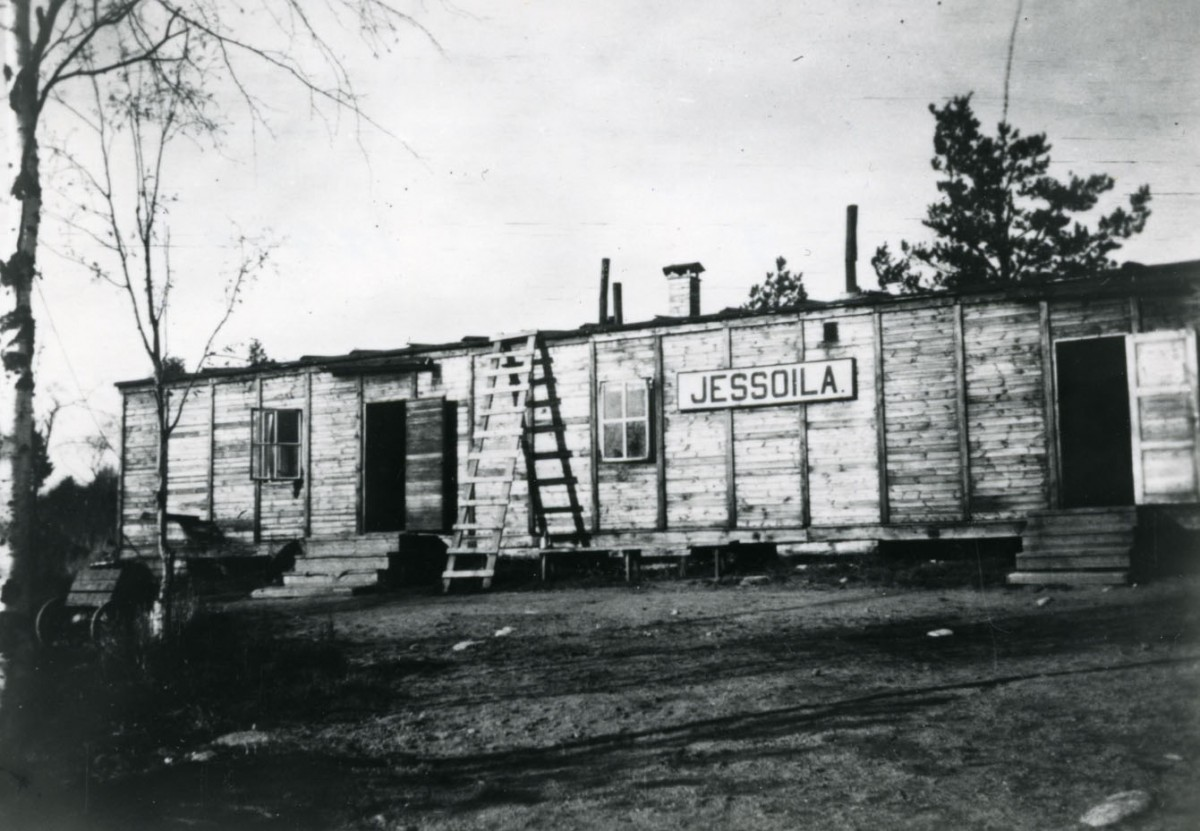
stacja w okresie okupacji fińskiej
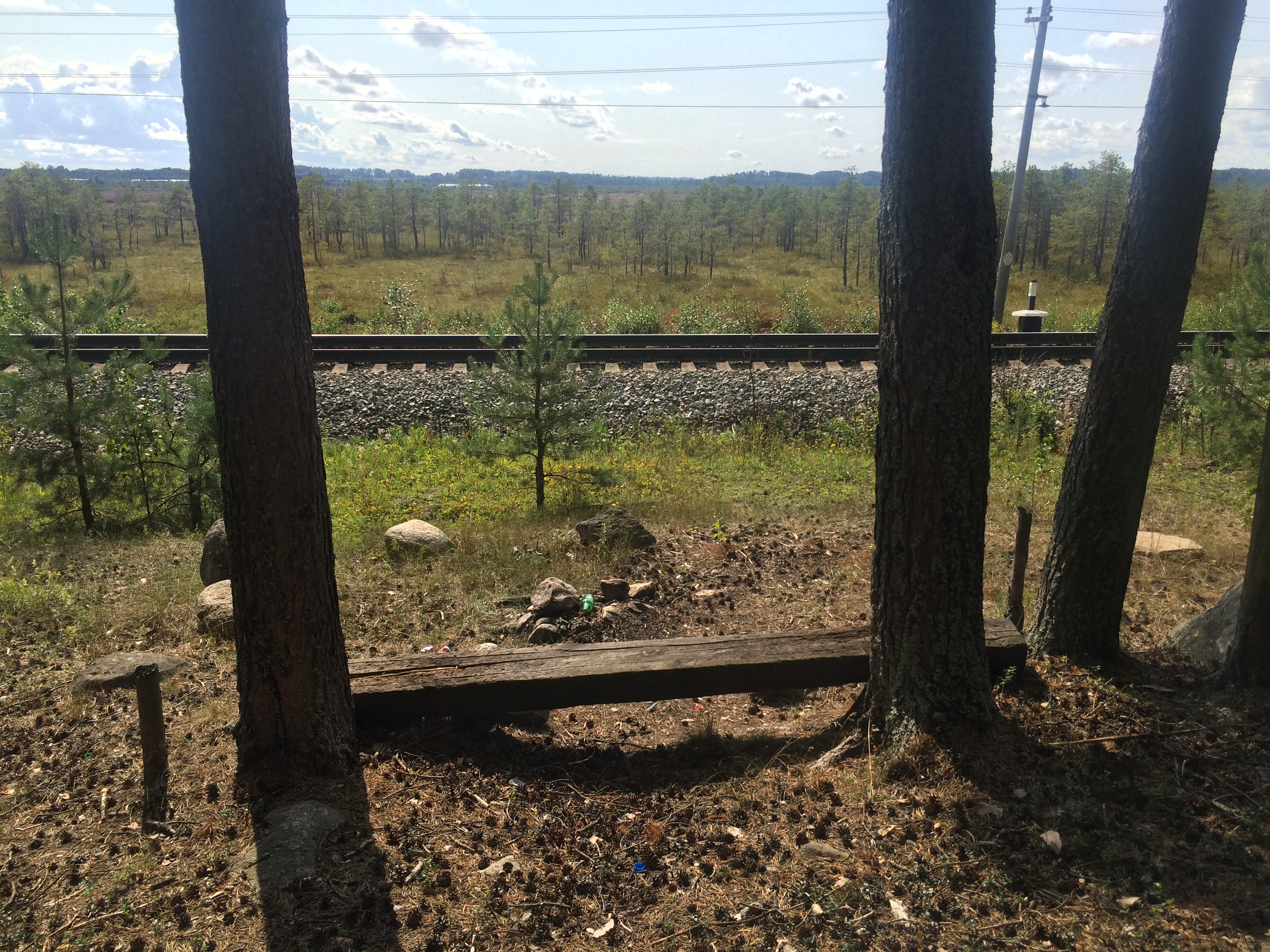
teren pierwotnej lokalizacji stacji w stanie współczesnym